# Мантија
Мантија (грч. расо, расон, антери; рус. подрясник, ряса; енгл. cassock; фран. soutane) јесте одећа хришћанских свештеника и монаха. То је дуга хаљина на преклапање, чија боја зависи од хришћанске цркве. У православној цркви је најчешће црне, а ређе сиве боје. Мантију црвене, пурпурне или беле боје могу носити искључиво црквени великодостојници (патријарси, епископи и др). 
Право да носи мантију добија свршени богослов на рукоположењу или искушеник на монашењу од стране епископа. Свештенослужитељ не може обавити ниједну богослужбену радњу без мантије. 
Она се облачи прво (преко обичне одеће), а преко ње долазе остали делови богослужбене одежде.
У Православној цркви мантија може бити на преклапање и са једним дугметом са стране за закопчавање (руски стил), затворена (облачи се преко главе) и са низом дугмића до грла (српски стил) и на преклапање са канапом око струка који служи за закопчавање (грчки стил). 
Такође постоје горња и доња мантија. Доња мантија је основна и свештенослужитељ је носи приликом сваке богуслужбене радње, док се горња облачи преко доње, доста је широка и са широким рукавима и носи се у свечаним приликама.
Мантија је прво била одећа Византијске империје. Био је то чврсто закопчан огртач који је имао опасач око струка. Могуће да га је у Римско царство увео цар Марко Аурелије Антонин, рођен у данашњем Лиону у Француској, који је по галској одећи коју је носио (нека врста дугачке тунике) добио надимак Каракала. Касније, током турске окупације, дугмад је замењена ширим, двоструким материјалом који је пресавијен напред, и који се закопчавао само око врата, са светлим каишом (или светлом траком). 
Мантија симболизује смрт клирика за овај свет и његово посвећивање Богу и Царству небеском.
Архимандрит Кипријан Керн каже: 
"Никаквих канонских прописа о кроју духовног одела нема. Међутим, сам живот и пракса Цркве искристалисали су извесну форму одевања за јереје. Смисао те традиције састоји се у томе да:
- одело издвоји духовника од других звања;
- чува свештеника од многих, његовом чину непримерених речи, гестова и поступака, као и од свраћања у места за њега недолична;
- сама мантија у извесној мери јавља исповедање свештеничког чина.

Само крој и стил мантије обавезује свештеника на достојанствену озбиљност, скромност, строгост и целомудрије. Крој мантије прикрива све природне недостатке тела, претерану гојазност или, насупрот томе, лепоту тела. Мантија издваја свештеника и учи га како њу треба носити..."